# Zřícení paletových regálů v Bezděčíně
Ke zřícení paletových regálů v Bezděčíně (město Mladá Boleslav v okresu Mladá Boleslav) došlo ve čtvrtek 19. června 2014 v podvečerních hodinách. Jedná se o největší případ co do rozlohy a i ceny zřícení paletových regálů v České republice. Vzniklá škoda byla vyčíslena na 19 resp. 23,2 milionu €.

## Nájemce
Zničené paletové regály byly v hale CTPark Mladá Boleslav MB4 patřící firmě CTP. Sklad byl provozován firmou DHL, která zajišťovala uskladnění autobaterií firmám z koncernu Johnson Controls. Uvnitř nové haly byly nové paletové regály od belgické firmy Stow, které byly předány v dubnu 2014. Celková kapacita celého skladu činila cca 44 tisíc paletových míst, tj. více než 1 milión kusů uskladněných autobaterií.

## Zřícení skladu
Ke zřícení skladu došlo 19. června 2014 před půl sedmou večer během pracovní přestávky. Následně došlo k domino efektu, kdy došlo k zřícení podle prvotních odhadů až 60 % celkového skladu. Při zřícení skladu došlo k zavalení jednoho zaměstnance skladu, který byl následně vyproštěn hasiči bez zranění. Dále v důsledku zřícení regálů došlo k proražení obvodového pláště haly na jižní straně budovy. K uvolnění chemikálie do okolí mimo sklad nedošlo.

## Příčina zhroucení
Regálový sklad měl být navržen pro skladovanou jednotku paletu typu EUR1 o maximální hmotnosti 1.000 kg. Maximální nosnost regálové buňky (traverzového páru) pro jednu paletu měla činit 1.000 kg, pro dvě palety 2.000 kg a pro tři palety 3.000 kg. Regálová konstrukce se skládala z ocelových rámů a ukládacích traverzových nosníků válcovaných za studena. Jednotlivé regálové sloupce měly maximálně 9 ukládacích úrovní vč. podlahy.
Nové paletové regály byly předány zákazníkovi 22. dubna 2014 k užívání. Začátkem června 2014 provozovatel zaznamenal průhyb nosníků, o čemž informoval dodavatele regálového systému.  Dodavatel provedl kontrolu 19. června 2014 ve 13:30 a konstatoval, že průhyb nosníků byl v normě. Ten samý den mezi 18:24 až 18:26 došlo ke zřícení části skladu.
Policie ČR v následujících dnech zahájila v souvislostí se zřícením paletových regálů úkony trestního řízení pro podezření se spáchání přečinu obecného ohrožení z nedbalosti. V říjnu 2015 byl případ odložen, protože během šetření se nepodařilo jednoznačně určit konkrétní příčinu zřícení paletových regálů.
Při vyšetřování bylo vytvořeno mnoho znaleckých posudků. Podle některých posudků byl nevhodně navržen regálový systém, resp. regálová konstrukce byla v rozporu s technickými normami. Navržené profily byly navrženy s hodnotou 1,0 - tzn. bez bezpečné rezervy. V kontextu s rozsahem celého systému, konstrukčních nepřesností regálového systému a možnými následky lidské chyby v míře přiměřené tento postup návrhu není možný. Proto v případě zatížení takových regálů na 100 % jejich nosnosti, by mohlo dojít k dominovému efektu v případě existence lokální havárie, jako například při špatném založení palety a následném propadnutí nebo nárazu do konstrukce. Podle jiného posudku byla konstrukce dokonce poddimenzována, a tím překročena její nosnost. Dalším nedostatkem na straně dodavatele paletových regálů byla povrchová úprava spojů. V některých případech byla zjištěna mezera mezi koncem stojiny a patkou, která dosahovala až 3 mm. Nevhodně byly i ukotvené stojiny do nerovného betonového podkladu.
Dále bylo zjištěno, že v regálech se nacházelo až 162 palet těžších než 1.000 kg. To bylo zapříčiněno nevážením palet před uskladněním do paletových regálů. Přetížení bylo v řádech jednotek max. v řádech 10 kg. V několika případech však palety vážily 1.256 kg, nejtěžší zjištěná paleta vážila dokonce 1.565,8 kg. Výsledkem bylo přetížení některých sloupců o více než 10 %. Taková přetížení jsou velmi vážná a zásadně porušila bezpečnost provozu, ale samo o sobě nestačí ke zhroucení regálů, jak bylo dále uvedeno.
Dle výroční zprávy firmy Stow roku 2022 nebyl soudní spor ohledně vyrovnání s firmou DHL stále uzavřen. Celková škoda uskladněného materiálu dle odhadů policie byla 19 milionů €. Podle firmy DHL dokonce 23,2 milionu €. Celková hodnota zásob firmy Johnson Control činila 719 až 765 milionů korun v den zřícení.